# 우랄어족
우랄어족(Uralic languages, Uralian languages)은 오늘날 유라시아 북부를 중심으로 2000만 명에 달하는 사람들이 사용하는 30여개의 여러 언어들로 이루어진 어족이다. '우랄어족'이란 명칭은 이 어족에 속한 언어의 조어가 우랄산맥에 인접한 지역에 위치했다는 가설에서 기인했다. 대형 언어 중에서는 핀란드어, 헝가리어, 에스토니아어가 여기에 속한다.

## 기원
우랄어족의 기원인 우랄조어의 원향(Urheimat)에 대해서, 전통적으로는 인도유럽어족의 원향과 가까운 우랄산맥 서쪽의 볼가강 인근이라는 설이 제기되어 왔다. 이는 사모예드어파가 먼저 분리되었다는 가정 하에 언어들의 지리적 분포를 고려한 결과이다. 한편 페테르 하이두(Péter Hajdú)는 시베리아 서부를 기원으로 제안했고, 유하 얀후넨(Juha Janhunen)은 시베리아 중부의 오비강과 예니세이강 유역 사이를 제시하기도 했다.
Grünthal et al.(2022)의 연구진은 언어학, 고기후학, 고고학적 근거를 바탕으로 우랄조어의 원향을 우랄산맥 동쪽의 시베리아 지역, 특히 미누신스크 분지 근처로 추적하며 볼가강이나 카마강에서 기원을 찾는 가설을 거부했다. 이들은 우랄어의 특성이 "서부 유라시아에서 독특"하며 "유형론적 특성이 전반적으로 동부의 것으로서 동북아시아, 시베리아 또는 북태평양 연안에 잘 들어맞는다"고 주장했다. 2023년의 고고유전학 연구에서는 우랄어족의 화자가 세이마-투르비노 경로를 따라 서쪽으로 확산했을 수 있다고 추측되었다.

## 분류
우랄어족을 이루는 기초 어군 또는 어파는 다음과 같다.

- 핀어파
- 헝가리어
- 한티어
- 만시어
- 마리어
- 모르도바어파
- 페름어파
- 사미어파
- 사모예드어파

### 전통적 분류
20세기 들어 여러 문제점이 지적되면서 보편적으로 받아들여지지는 않고 있으나, 명확히 동떨어진 사모예드어파를 제외한 언어들에 대해서는 여전히 다음과 같은 전통적 구분이 흔히 사용되기도 한다.
- 우그리아어군 (Ugric)
  - 헝가리어
  - 오비 우그리아어군 (Ob-Ugric)
    - 한티어
    - 만시어
- 핀-페름어군
  - 페름어군 (Permic)
  - 핀-볼가어군
    - 볼가 핀어
      - 마리어
      - 모르도바어

    - 핀-사미어
      - 사미어
      - 핀어

## 유형론
우랄어족 언어들의 전형적 특징으로는 다음과 같은 것들이 있다.

### 문법
- 서로 독립적인 접미사를 많이 사용(교착)
- 교착 접미사로 표시되는 문법적 격의 수가 아주 많음(평균 13-14개 격을 가지는데 보통 후대에 발달한 것으로 우랄조어는 6개 격으로 재구된다.)
  - 에르자어: 12개
  - 에스토니아어: 14개 (수단격 포함 15개)
  - 핀란드어: 15개
  - 헝가리어: 18개 (유사 격접미사까지 합하면 34개)
  - 이나리 사미어: 9개
  - 코미어: 일부 방언에서는 최대 27개
  - 목샤어: 13개
  - 네네츠어: 7개
  - 북부 사미어: 6개
  - 우드무르트어: 16개
  - 벱스어: 24개
- 오늘날의 모든 우랄어족 언어 격 체계의 유래가 된 우랄어만의 격 체계
  - 주격 단수는 영표지
  - 대격과 속격 접미사는 비음(-n, -m 등)
  - 장소격 체계의 삼중 대립: 각 장소격 계열은 각각 '-에서'(탈격), '-로'(향격), '-에'(처격)에 해당하는 형태로, 특히 헝가리어, 핀란드어, 에스토니아어에서 두드러짐
  - 우랄어의 장소격 접미사는 모든 우랄어족 언어들에 다양한 격으로서 존재(헝가리어 상격(superessive), 핀란드어 양격(essive; -na), 북부 사미어 양격, 에르자어 내격, 네네츠어 장소격)
  - 우랄어의 향격 접미사는 많은 우랄어족 언어들에 다양한 격으로서 존재(헝가리어 입격(illative), 핀란드어 향격(lative; ulos '밖으로'나 rannemmas '바닷가/물가 쪽으로 더 가까이'의 -s), 에르자어 입격, 코미어 근접격, 북부 사미어 장소격)
- 문법적 성의 부재: 3인칭 대명사 포함(핀란드어 hän, 보트어 tämä, 에스토니아어 tema, 코미어 sijə 헝가리어 ő.
- 부정 동사: 대부분의 우랄어족 언어에 존재(헝가리어는 예외적으로 없음)
- 후치사 사용(전치사는 극히 드뭄)
- 소유 접미사
  - 일부 언어에서는 소유 표현에 속격도 사용('나의 개': 에스토니아어 mu koer, 구어체 핀란드어 mun koira, 북부 사미어 mu beana; 영어와 같이 소유 형용사나 소유 대명사가 따로 있는 경우는 드묾)
- 쌍수는 사모예드어파, 오브우그르어파, 사미어파에 존재하고 우랄조어에서도 재구됨
- 복수 표지 -j (i)와 -t (-d, -q)는 같은 기원을 가짐(핀란드어, 에스토니아어, 버로어, 에르자어, 사미어파, 사모예드어파; 헝가리어는 소유 접미사 앞에서 -i-가 오고 나머지 경우에는 -k를 쓰며, 옛 정서법에서는 사미어파에서도 복수 표지 -k를 사용)
- 소유 표현에서 소유주는 처소격이나 여격을 취하며, "have"와 같은 소유 동사 대신 계사("be" 동사)가 쓰이고, 피소유물은 소유 접사가 선택적으로 붙는다. 따라서 해당 문장의 문법적 주어는 피소유물이다. 예를 들어 핀란드어에서는 소유주가 처소격(adessive)을 취하므로, "Minulla on kala" '나에게 물고기가 있다'(직역하면 '나에 있다 물고기가')와 같이 표현하는 반면, 헝가리어에서는 소유주가 여격을 취하지만 대조의 기능을 할 때에만 생략되지 않으며, 피소유물은 소유주의 인칭과 수를 나타내는 소유형 어미가 붙어, "(Nekem) van egy halam" '(나는) 물고기가 한 마리 있다'(직역하면 '(나에게) 있다 한 물고기-나의')와 같이 표현한다.
- 수사가 들어가는 표현은 단일 집합을 가리킬 때는 단수형을 사용한다. 예컨대 '네 개의 매듭'은 헝가리어로 "négy csomó", 북부 사미어로 "njeallje čuolmma", 에스토니아어로 "neli sõlme", 핀란드어로 "neljä solmua"라고 표현하며, '매듭'에 해당하는 명사는 모두 단수 형태이다. (북부 사미어에서는 대격/속격, 핀란드어와 에스토니아어에서는 부분격 등 격의 쓰임이 조금씩 다르기는 하다.)

### 음운론
- 모음조화: 많은 우랄어족 언어에 존재하나 전부는 아니다. 헝가리어와 핀어파의 여러 언어에 존재하며, 모르도바어파, 마리어, 동부 한티어, 사모예드어파 등의 다른 언어에도 어느 정도 존재한다. 사미어파, 페름어파, 표준 에스토니아어에는 없으며, 버로어와 남부 에스토니아어에는 존재한다.[7][8]  (우랄어족 언어들의 표기에 움라우트 글자가 쓰이기는 하나, 게르만어파 식의 움라우트는 나타나지 않는다. 즉, 모음의 전후설성은 단어에 고유한 특성이고 접미사의 형태를 결정하는 것이지, 접미사가 단어 내 모음의 전후설성을 바꾸지는 않는다.)
- 모음 음소의 수가 많다. 예를 들어 셀쿱어 방언들은 단순모음이 20가지 이상 있고, 에스토니아어는 이중모음이 20가지 이상 있다.
- 자음의 구개음화: 여기서는 경구개음이 아니라 이차 조음으로서의 구개음화를 말한다. 예를 들어, 헝가리어에서는 [ɲ] – [n]나 [c] – [t] 등의 쌍이 변별적이다. 일부 사미어파 언어들, 예컨대 스콜트 사미어에서는 기본음 ⟨l⟩ [l], 구개음화음 ⟨'l⟩ [lʲ], 경구개음 ⟨lj⟩ [ʎ]의 세 계열이 대립하는데, ⟨'l⟩은 기본적으로 치경음, ⟨lj⟩은 기본적으로 경구개음이다. 원래 우랄어의 구개음화는 우랄조어에서부터 음소적이었고 후행하는 모음과는 관련이 없었다. 이러한 점에서 좀 더 최근에 생겨난 슬라브어파의 구개음화와는 다르다. 핀어파는 구개음화를 상실했지만, 동부의 언어들은 후행 모음에 의해 구개음화를 재획득했고, 따라서 현존하는 핀어파의 구개음화는 다른 우랄어족 언어들의 구개음화와 관계가 없다.
- 음운론적으로 변별적인 성조의 부재
- 많은 우랄어족 언어들에서 강세는 항상 첫 음절에 오지만, 응아나산어는 기본적으로 뒤에서 두 번째 음절에 강세가 오고, 중부 지역의 여러 언어(에르자어, 마리어, 우드무르트어, 코미페르먀크어)는 어휘적인 악센트가 나타난다. 에르자어는 단어의 강세를 통해 문장의 의미에 특별한 뉘앙스를 준다.

### 어휘론
기초 어휘는 약 200여 개로, 신체 부위(눈, 심장, 머리, 발, 입 등), 친족(아버지, 장모 등), 동물(살무사, 자고새, 물고기 등), 자연물(나무, 돌, 둥지, 물 등), 기초 동사(살다, 떨어지다, 달리다, 만들다, 보다, 빨다, 가다, 죽다, 헤엄치다, 알다 등), 기초 대명사(누구, 무엇, 우리, 너, 나 등), 수사(둘, 다섯 등)이 있고, 여기에서 파생을 통해 공통된 단어의 수가 더 늘어난다.

#### 동근어 예시
다음 표는 우랄어족에서 나타나는 기초 어휘의 동근어 예시이다. 음운 변동의 양상을 대략적으로 살펴볼 수 있다. 동근어는 단순히 같은 의미의 단어를 모아놓은 것이 아니므로, 같은 단어에서 기원했더라도 의미가 달라지거나 차용어로 대체되었을 가능성이 있다.
| 한국어              | 우랄조어 | 핀어파         | 핀어파        | 핀어파         | 사미어파                     | 사미어파        | 사미어파 | 모르도바어파 | 마리어 | 페름어파    | 페름어파     | 헝가리어 | 만시어 | 한티어 | 한티어 | 사모예드어파    |
| 한국어              | 우랄조어 | 핀란드어       | 에스토니아어  | 버로어         | 남부                         | 북부            | 킬딘     | 에르자어     | 초지   | 코미어      | 우드무르트어 | 헝가리어 | 북부   | 카짐   | 바흐   | 툰드라 네네츠어 |
| ------------------- | -------- | -------------- | ------------- | -------------- | ---------------------------- | --------------- | -------- | ------------ | ------ | ----------- | ------------ | -------- | ------ | ------ | ------ | --------------- |
| '불'                | *tuli    | tuli (tule-)   | tuli (tule-)  | tuli (tulõ-)   | dålle [tolːə]                | dolla           | tōll     | tol          | tul    | tɨl-        | tɨl          | –        | –      | –      | –      | tuu             |
| '물'                | *weti    | vesi (vete-)   | vesi (vee-)   | vesi (vii-)    | –                            | –               | –        | ved´         | wüt    | va          | vu           | víz      | wit    | –      | –      | jiʔ             |
| '얼음'              | *jäŋe    | jää            | jää           | ijä            | jïenge [jɨeŋə]               | jiekŋa          | īŋŋ      | ej           | i      | ji          | jə           | jég      | jaaŋk  | jeŋk   | jeŋk   | –               |
| '물고기'            | *kala    | kala           | kala          | kala           | guelie [kʉelie]              | guolli          | kūll’    | kal          | kol    | –           | –            | hal      | xuul   | xŭɬ    | kul    | xalʲa           |
| '둥지'              | *pesä    | pesä           | pesa          | pesä           | biesie [piesie]              | beassi          | piess’   | pize         | pəžaš  | poz         | puz          | fészek   | pitʲi  | –      | pĕl    | pʲidʲa          |
| '손, 팔'            | *käte    | käsi (käte-)   | käsi (käe-)   | käsi (käe-)    | gïete [kɨedə]                | giehta          | kīdt     | ked´         | kit    | ki          | ki           | kéz      | kaat   | –      | köt    | –               |
| '눈(신체 부위)'     | *śilmä   | silmä          | silm (silma-) | silm (silmä-)  | tjelmie [t͡ʃɛlmie]            | čalbmi          | čall’m   | śeĺme        | šinča  | śin (śinm-) | śin (śinm-)  | szem     | sam    | sem    | sem    | sæwə            |
| '품'                | *süle    | syli (syle-)   | süli (süle-)  | –              | sïlle [sʲɨllə]               | salla           | sē̮ll     | seĺ          | šülö   | sɨl         | sul          | öl(el)   | tal    | ɬăɬ    | lö̆l    | tʲíbʲa          |
| '핏줄, 힘줄'        | *sëne    | suoni (suone-) | soon (soone-) | suuń (soonõ-)  | soene [suonə]                | suotna          | sūnn     | san          | šün    | sən         | sən          | ín       | taan   | ɬɔn    | lan    | teʔ             |
| '뼈'                | *luwe    | luu            | luu           | luu            | –                            | –               | –        | lovaža       | lu     | lɨ          | lɨ           | –        | luw    | ɬŭw    | lŏγ    | le              |
| '피'                | *were    | veri           | veri          | veri           | vïrre [vʲɨrrə]               | varra           | vē̮rr     | veŕ          | wür    | vur         | vir          | vér      | wiɣr   | wŭr    | wər    | –               |
| '간'                | *mëksa   | maksa          | maks (maksa-) | mass (massa-)  | mueksie [mʉeksie]            | –               | –        | makso        | mokš   | mus         | mus (musk-)  | máj      | maat   | mŏxəɬ  | muγəl  | mudə            |
| '오줌' / '오줌누다' | *kuńśe   | kusi (kuse-)   | kusi (kuse-)  | kusi (kusõ-)   | gadtjedh (gadtje-) [kɑdd͡ʒə]- | gožžat (gožža-) | kōnnče   | –            | kəž    | kudź        | kɨź          | húgy     | xuńś-  | xŏs-   | kŏs-   | –               |
| '가다'              | *mene-   | mennä (men-)   | minema        | minemä         | mïnnedh [mʲɨnnə]-            | mannat          | mē̮nne    | –            | mija-  | mun-        | mɨn-         | menni    | men-   | măn-   | mĕn-   | mʲin-           |
| '살다'              | *elä-    | elää (elä-)    | elama (ela-)  | elämä (elä-)   | jieledh [jielə]-             | eallit          | jēll’e   | –            | ila-   | ol-         | ul-          | él-      | –      | –      | –      | jilʲe-          |
| '죽다'              | *kale-   | kuolla (kuol-) | koolma        | kuulma (kool-) | –                            | –               | –        | kulo-        | kola-  | kul-        | kul-         | hal-     | xool-  | xăɬ-   | kăla-  | xa-             |
| '씻다'              | *mośke-  | –              | –             | mõskma         | –                            | –               | –        | muśke-       | muška- | mɨśkɨ-      | mɨśk-        | mos-     | –      | –      | –      | masø-           |

정서법 설명: 반대 곡절 부호는 후치경에서 조음된다는 뜻이고(⟨ž⟩ [ʒ], ⟨š⟩ [ʃ], ⟨č⟩ [t͡ʃ])(북부 사미어 (⟨ž⟩ [dʒ]), 양음 부호는 구개음화나(⟨ś⟩ [sʲ ~ ɕ], ⟨ć⟩ [tsʲ ~ tɕ], ⟨l⟩ [lʲ]), 헝가리어에서는 장모음을 표시한다. 핀란드어 ⟨y⟩와 나머지 언어의 ⟨ü⟩는 전설 원순 고모음 [y]이다. 글자 ⟨ä⟩와 ⟨ö⟩는 전설모음 [æ]와 [ø]를 나타낸다.

### 비교
어떤 언어도 우랄어족의 유형론적 특징을 모두 가지고 있지는 않다. 오늘날의 우랄어족 언어들마다 존재 여부가 갈리는 유형론적 특징에는 다음과 같은 것들이 있다.
| 특징                                     | 사모예드어파 | 오브우그르어파 | 헝가리어 | 페름어파 | 마리어 | 모르도바어파 | 핀어파 | 사미어파 |
| ---------------------------------------- | ------------ | -------------- | -------- | -------- | ------ | ------------ | ------ | -------- |
| 구개음화                                 | +            | +              | +        | +        | −      | +            | −      | +        |
| 자음의 장단                              | −            | −              | +        | −        | −      | −            | +      | +        |
| 자음 단계 교체                           | −1           | −              | −        | −        | −      | −            | +      | +        |
| 모음 조화                                | −2           | −2             | +        | −        | +      | +            | +      | −        |
| 문법적 모음 교체 (아블라우트나 움라우트) | +            | +              | −        | −        | −      | −            | −3     | +        |
| 쌍수                                     | +            | +              | −        | −        | −      | −            | −      | +        |
| 내부와 외부 장소격 구분                  | −            | −              | +        | +        | +      | +            | +      | −        |
| 한정 굴절 (동사로 한정성 표현)           | +            | +              | +        | −        | −      | +            | −      | −        |
| 수동태                                   | −            | +              | +        | −        | −      | +            | +      | +        |
| 부정 동사                                | +            | −              | −        | +        | +      | ±            | +      | +        |
| SVO형 어순                               | −            | −              | −        | ±4       | −      | +            | +      | +        |

주석:
1. 응아나산어에만 명확히 존재
2. 시베리아의 우랄어족 언어에서 모음조화는 소수 고언어형에만 존재(응아나산어, 남부 만시어, 동부 한티어)
3. 리보니아어에 움라우트 현상이 절대다수 존재
4. 코미어에는 있으나 우드무르트어에는 부재